# STATS LLC
STATS (Sports Team Analysis and Tracking Systems) é uma empresa de dados e conteúdos relacionados aos esportes. Foi fundada em 1981. STATS LLC está sediada em Northbrook, Illinois, com escritórios corporativos em Londres, Honguecongue, Tóquio, Pequim, Bangalore, Dubai, Haia, Cidade do México, Chicago e Nova Iorque e Los Angeles. A empresa cobre oitenta e cinco ligas esportivas e mais de 55 000 eventos por ano.

## História
STATS foi fundada em abril de 1981 por John Dewan, que se tornou CEO da empresa. STATS foi originada com base no Project Scoresheet, uma rede de voluntários e sem fins lucrativos criada para coletar estatísticas de beisebol.
Em 1996, STATS e Motorola ganharam em segunda instância um processo judicial interposto pela NBA. O caso foi barrando STATS de distribuir informações no jogo via dispositivo sem fio especial criado pela Motorola. A vitória, neste caso, tem desempenhado um papel importante em outros casos onde ligas esportivas profissionais tentaram suprimir informações ao vivo do jogo sendo distribuído por outros veículos. STATS é atualmente fornecedor oficial da NBA na seção estatísticas.
Na década de 1990, STATS expandiu-se para a NFL, a NBA, a NHL e a WNBA, além de outros esportes.

## Aquisições
STATS operava como uma empresa privada de 1981 a 2000. Foi comprada pela Fox Sports em 2000 e se tornou um empreendimento conjunto entre News Corporation e The Associated Press em 2005.
Em 2009, a empresa adquiriu a agência de notícias PA SportsTicker da Press Association, uma empresa britânica de notícias e informações. SportsTicker anteriormente tinha sido propriedade de ESPN.
Em junho de 2014, Fox Sports e a AP venderam STATS para Vista Equity Partners, uma empresa de capital privada.
Durante 2014, a plataforma criou mais de um bilhão de artigos e relatórios para clientes como a The Associated Press, Yahoo! e Comcast. Em setembro de 2014, STATS adquiriu Bloomberg Sports.
No início de 2015, STATS adquiriu The Sports Network, Automated Insights (Ai) e Prozone.

## Produtos
STATS fornece diversos produtos para ligas, equipes e meios de comunicação.
O sistema X-Info apresenta equipes da NFL, NCAA Football e MLB, com estatísticas detalhadas e informações para ajudá-los a interpretar as várias métricas.
Seu sistema SportVU usa uma matriz de câmeras e software de processamento de imagem para fornecer em tempo real dados sobre posicionamento dos jogadores e da bola, bem como a análise estatística destes dados. SportVU é utilizado pela NBA, FIFA, UEFA.
Quase todos os franquias nas quatro maiores ligas esportivas profissionais da América do Norte (NFL, NBA, MLB e NHL) utilizam produtos de STATS.